# Le duc d'Albe

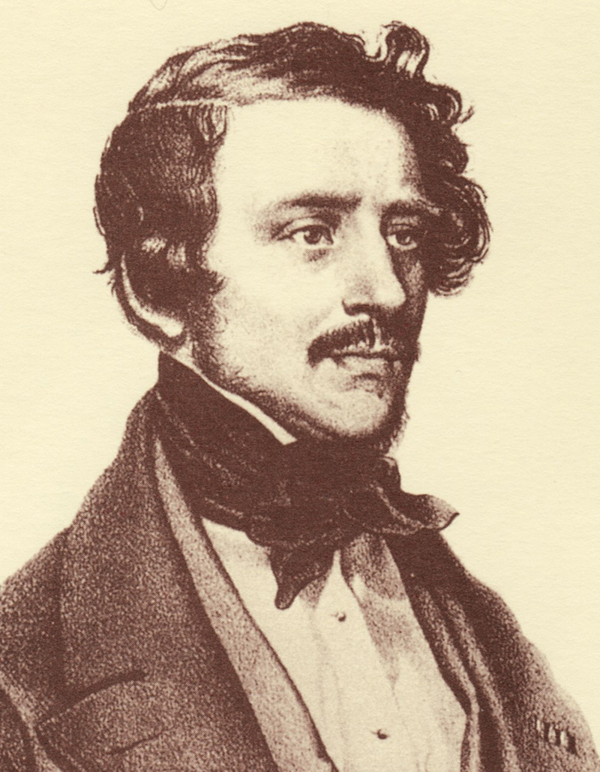
Gaetano Donizetti.

Le duc d'Albe (dess franska originaltitel) eller Il duca d'Alba (dess senare italienska titel) är en opera i tre akter med musik av Gaetano Donizetti och libretto av Eugène Scribe och Charles Duveyrier. Titeln (Hertigen av Alba) härrör sig från Fernando Álvarez de Toledo, 3:e hertig av Alba, spansk statsman och ståthållare över Nederländerna 1567-73.

## Historia
Operan var en beställning från Parisoperan 1839 och Donizetti arbetade på den under hela året. Men efter att ha slutfört de två första akterna lämnade han projektet och operan förblev oavslutad vid hans död 1848. I september 1881 beslöt musikförläggaren Giovannina Lucca att ge i uppdrag åt Donizettis elev Matteo Salvi att slutföra operan under överinseende av bland andra Amilcare Ponchielli. Angelo Zanardini översatte Scribes franska libretto till italienska. Denna italienska version Il duca d'Alba hade premiär den 22 mars 1882 på Teatro Apollo i Rom. Operan låg sedan ospelad ända fram till 1952 då den framfördes konsertant i Rom. Detta blev startskottet till en återupprättelse av operans anseende. Den amerikanske dirigenten Thomas Schippers reviderade Salvis partitur och ändrade om strukturen så den bättre passade in i 1840-talets musiksfär. Han återinförde tenorarian "Ange si pur" (mer känd som "Spirto gentil"), vilken Donizetti hade lagt in i sista akten av La Favorite.

## Personer
(Italienska / franska)
- Il duca d’Alba / Le Duc d'Albe, Ståthållare i Flandern för kung Filip II av Spanien (baryton)
- Amelia di Egmont / Hélène d'Egmont (sopran)
- Marcello di Bruges / Henri de Bruges, en flamländsk patriot och Amelias älskare (tenor)
- Sandoval, kapten för de spanska trupperna (baryton)
- Carlo / Carlos, en spansk officer (tenor)
- Daniele Brauer / Daniel Brauer, en annan patriot (baryton)
- Il taverniere / Un Tavernier, en ölförsäljare (bas)

## Handling
Den rebelliska Amelia uppviglar flamländarna mot spanjorerna, men upproret slås ned av hertigen av Alba. Amelias medhjälpare är också hennes älskare, Marcello. Denne visar sig vara den sedan länge försvunne sonen till hertigen. Upprorsmännen arresteras men bara Marcello friges. Detta får Amelia att tro att han har förrått deras sak. Hon ämnar mörda hertigen men i sista minuten kastar sig Marcello emellan och såras dödligt. Döende ber han sin fader att förlåta Amelia.